# Eskimo Joe
Eskimo Joe ist eine australische Rockband. Bekannt wurde sie besonders durch ihren Auftritt beim Live-Earth-Konzert 2007 in Sydney. Ihr Name ist vom Restaurant Eskimo Joe’s in Stillwater, Oklahoma abgeleitet.

## Geschichte

### Frühe Jahre
Eskimo Joe wurde 1997 in Fremantle gegründet. Kavyen Temperley (Bass, Vocals), Joel Quartermain und Stuart MacLeod (beide Gitarre) nahmen als Band an der Australian National Campus Band Competition teil. Temperley und Quartermain waren zu dieser Zeit gleichzeitig Mitglieder der Band Freud's Pillow, zu der außerdem Simon Leach, der jetzige Gitarrist von Little Birdy, und sein Bruder Stuart Leach gehörten. Obwohl die Band beim Wettbewerb erstmals gemeinsam auftrat, gewann Eskimo Joe die Veranstaltung. Die Preise waren ein Auftritt beim Livid Festival und eine Session im Tonstudio.
Dort produzierten sie im April 1998 die EP Sweater, deren gleichnamiger Titelsong es beim Radiosender Triple J in die Top 100 schaffte. Ein Jahr später erschien die EP Eskimo Joe mit den erfolgreichen Liedern Ruby Wednesday und Turn Up Your Stereo. Die Band erlangte ihre Reputation u. a. beim Homebake-Festival.

### Albenveröffentlichungen
Der EMI-Ableger Modular Records nahm die Band 1999 unter Vertrag. Ihr Produzent wurde Ed Buller, der zuvor mit Ben Lee, Pulp und Suede zusammengearbeitet hatte. Das Debütalbum Girl stieg auf Platz 40 in die australischen Charts ein und erreichte 2001 Gold mit Titeln wie Planet Earth und Who Sold Her Out. Einige der Titel waren Bestandteil der Fernsehsendung The Secret Life Of Us. Mit der Veröffentlichung des Albums stieg die Popularität der Band deutlich. Bei Live-Auftritten kamen das Keyboard und eine weitere Gitarre hinzu.
Trotz des Erfolgs trennte sich das Produktionsunternehmen von der Band. Die Künstler unterzeichneten 2002 einen neuen Vertrag mit Festival Mushroom Records und produzierten ihr zweites Album mit Paul McKercher und Nick Launay. A Song Is A City erschien am 16. Mai 2004 auf Platz 2 der ARIA Album Charts und erreichte Doppelplatin. Auf der Website des Produktionsunternehmens bezeichnete Kavyen Temperley die Stadt Fremantle als Thema dieses Albums.

“The whole album is really about me, my friends, the people I love and Fremantle. It’s the stories that go on between us. It's similar to the people in every place all over the world. For me, that's what I’m writing about. I’m definitely not writing about New York. I'm writing about Fremantle.”

„Das ganze Album handelt von mir, meinen Freunden, den Menschen, die ich liebe, und Fremantle. Es sind die Geschichten, die sich zwischen uns ereignen. Es ist wie bei den Menschen an jedem Ort weltweit. Für mich ist es das, worüber ich schreibe. Ich schreibe mit Sicherheit nicht über New York. Ich schreibe über Fremantle.“

Die Singleauskopplung From the Sea erreichte 2004 die Top 40 der ARIA Charts. Sie wurde in Werbespots für den Australian-Football-Verein West Coast Eagles verwendet. Im gleichen Jahr erschien die zweite Single Smoke. Die dritte Single Older Than You erreichte nach einem Auftritt bei den ARIA Music Awards im Oktober 2004 die australischen Top 50. Die vierte Single hieß Life is Better with You.
Im September 2005 erschien eine DVD mit allen Videoclips der ersten beiden Alben, einer Dokumentation, einer Sammlung von Live-Auftritten und einigen seltenen Tracks, darunter das beliebte Sweater.
Das dritte Album Black Fingernails, Red Wine erschien am 10. Juni 2006 und erreichte vierfach Platin. Die gleichnamige Single stieg im Mai 2006 auf Platz 13 der Charts ein und wurde später mit Platz 6 der erste Top-10-Hit der Band. Die zweite Single aus diesem Album wurde im September 2006 veröffentlicht. Sarah enthielt exklusive B-Seiten mit Live- und Akustik-Versionen von Black Fingernails, Red Wine und einem Coverversion des Titels Hey der Band Pixies. Die dritte Single New York erschien Anfang 2007, war jedoch mit Platz 26 weniger erfolgreich. Die vierte Auskoppelung aus dem Album war der Song Breaking Up, die fünfte und letzte London Bombs.

## Diskografie

### Alben
| Jahr | Titel                            | Höchstplatzierung, Gesamtwochen, AuszeichnungChartsChartplatzierungen (Jahr, Titel, Platzierungen, Wochen, Auszeichnungen, Anmerkungen) | Anmerkungen                                     |
| Jahr | Titel                            | AU | Anmerkungen                                     |
| ---- | -------------------------------- | --- | ----------------------------------------------- |
| 2001 | Girl                             | AU29 Gold · (7 Wo.)AU |                                                 |
| 2004 | A Song Is a City                 | AU2 ×2Doppelplatin · (44 Wo.)AU |                                                 |
| 2006 | Black Fingernails Red Wine       | AU1 ×4Vierfachplatin · (51 Wo.)AU |                                                 |
| 2009 | Inshalla                         | AU1 Gold · (17 Wo.)AU |                                                 |
| 2011 | Ghosts of the Past               | AU3 (7 Wo.)AU |                                                 |
| 2013 | Wastelands                       | AU12 (2 Wo.)AU |                                                 |
| 2019 | Live at the Perth Concert Hall   | — | Eskimo Joe & West Australian Symphony Orchestra |
| 2021 | The World repeats itself somehow | — | The best of Eskimo Joe                          |

### Singles
| Jahr | Titel Album                         | Höchstplatzierung, Gesamtwochen, AuszeichnungChartsChartplatzierungen (Jahr, Titel, Album, Platzierungen, Wochen, Auszeichnungen, Anmerkungen) | Anmerkungen |
| Jahr | Titel Album                         | AU | Anmerkungen |
| ---- | ----------------------------------- | --- | ----------- |
| 2004 | From the Sea A Song Is a City       | AU33 (16 Wo.)AU |             |
| 2004 | Older Than You A Song Is a City     | AU46 (2 Wo.)AU |             |
| 2006 | Black Fingernails Red Wine          | AU6 Platin · (42 Wo.)AU |             |
| 2006 | Sarah Black Fingernails Red Wine    | AU12 (20 Wo.)AU |             |
| 2007 | New York Black Fingernails Red Wine | AU26 (10 Wo.)AU |             |
| 2009 | Foreign Land Inshalla               | AU13 Gold · (10 Wo.)AU |             |
| 2009 | Don’t Let Me Down Inshalla          | AU50 (1 Wo.)AU |             |
| 2011 | Love Is a Drug Ghosts of the Past   | AU38 (2 Wo.)AU |             |

Weitere Singles
- 2001: Planet Earth
- 2001: Who Sold Her Out
- 2001: Liar
- 2001: Wake Up
- 2004: Smoke
- 2004: Life Is Better with You
- 2007: Breaking Up
- 2007: London Bombs
- 2013: Got What You Need

### Videoalben
- 2005: Eskimo Joe – The DVD (AU: Gold)

## Auszeichnungen
- 2001 ARIA Awards
  - Bestes Video – Wake Up
- 2002 WAMi Awards
  - Most Popular Local Original Band
  - Most Popular Local Original Album – Girl
- 2002 ARIA Awards
  - Bestes Video – Liar
- 2004 ARIA Awards
  - Produzent des Jahres – A Song Is a City
  - Engineer des Jahres – A Song Is a City
- 2005 WAMi Awards
  - Best Commercial Pop Act
  - Beliebtester Act
  - Beliebtestes Album – A Song Is a City
  - Beliebteste Single/EP – From the Sea
- 2005 ARIA Awards
  - Beste Gruppe – Older Than You
- 2006 WAMi Awards
  - Beliebtester Act
  - Bester kommerzieller Pop-Act
- 2006 ARIA Awards
  - Produzent des Jahres – Black Fingernails, Red Wine
  - Engineer des Jahres – Matt Lovell
  - Single des Jahres – Black Fingernails, Red Wine
  - Beste Musik-DVD
- 2007 WAMi Awards
  - Bester kommerzieller Pop-Act
  - Beliebteste Single/EP – Black Fingernails, Red Wine